# Ztephan Dark
Ztephan Dark var artistnamnet för  Lars Bertil Stefan Karlsson, född 27 januari 1967 i Kärna församling, Linköping, död 19 april 2006 i Gottfridsbergs församling, Linköping. Han var en svensk musiker och frontman i black metal-bandet Satanic Slaughter, som han grundade 1985.
Stefan Karlsson avled i en hjärtsjukdom och är gravsatt på Västra griftegården, Linköping.

## Diskografi
Med Satanic Slaughter
- One Night in Hell (demo) (1988)
- Satanic Slaughter (Necropolis Records, 1996)
- Land of the Unholy Souls (Necropolis Records, 1997)
- Afterlife Kingdom (Loud 'N Proud, 2000)
- The Early Years: Dawn of Darkness (Necropolis Records, 2001)
- Banished to the Underworld (Black Sun Records, 2002)

Med Morbidity
- Demo #1 (demo) (1989)

Med Morgue
- Gospel of Gore (demo) (1992)
- In Articulo Morti (demo) (1994)